# Едуард Сповідник
Святий Едуа́рд Сповідник (близько 1003 — 5 січня 1066) — король Англії (1042—1066) та останній представник династії Вессексів.

## Вигнання і вступ на престол
Едуард був старшим сином англійського короля Етельреда II Нерозумного й Емми Нормандської, сестри Річарда I Безстрашного, герцога Нормандії. В умовах вторгнення до Англії данських вікінгів Свена I Вилобородого та загрози завоювання країни у 1013 році мати вивезла Едуарда і його молодшого брата Альфреда до Нормандії. Невдовзі помер Етельред II, а влада в Англії перейшла до данських королів. Провівши при дворі герцога Нормандії чверть століття, Едуард надбав численних зв'язків у цій країні. Ще молодим він проявив особливу релігійну старанність, за що й отримав згодом прізвисько Сповідник.
У період правління в Англії Канута I Великого (1016—1035) Едуард не міг і сподіватись на повернення на батьківщину: нормандський герцог перебував у союзі з королем Англії та Данії, підкріпленому шлюбом Емми Нормандської й Канута. Окрім того, вочевидь, англо-данська монархія Канута Великого мала широку підтримку англосаксонської знаті.
По смерті Канута у 1036 році до Англії вирушив молодший брат Едуарда Альфред, можливо з метою спробувати повернути корону. Однак його було взято у полон прибічниками Гарольда, незаконного сина Канута, який захопив англійський престол. Альфреда жорстоко засліпили, й він невдовзі помер.
Лише 1041 року, коли королем Англії став Хардекнуд, єдиноутробний брат Едуарда, він отримав пропозицію повернутись на батьківщину. Більше того, Хардекнуд, який не мав дітей, проголосив Едуарда своїм спадкоємцем. 8 червня 1042 року Хардекнуд помер. З його смертю припинилась данська династія. До того часу в Англії сформувалась сильна громадська думка на користь реставрації старої англосаксонської династії. Лише за кілька днів після смерті Хардекнуда жителі Лондона проголосили Едуарда королем Англії. Це одразу ж визнала вся країна, включаючи англо-данську військову знать та ерлів.

## Початок правління
3 квітня 1043 року у Вінчестері, столиці англосаксонського королівства, Едуарда Сповідника було короновано королем Англії. Молодий монарх, що провів 25 років у вигнанні, абсолютно не знав країну своїх пращурів. Більше того, за часи правління данської династії в Англії сформувалась сильна військово-служила знать англо-данського походження, на чолі якої стояли великі магнати, які контролювали ту чи іншу провінцію королівства: Годвін, ерл Вессексу, Леофрік, ерл Мерсії, Сівард, ерл Нортумбрії. У Едуарда абсолютно не було союзників чи іншої опори серед англосаксонської знаті. В результаті упродовж майже всього свого правління Едуарду доводилось узгоджувати свої дії з магнатами, перед усім, Годвіном, а згодом — із його сином Гарольдом. Все ж, король не став маріонеткою в руках великої англосаксонської знаті. Він постійно чинив опір тискові магнатів, намагався проводити власну політику й створити собі соціальну опору в країні. Для цього він активно залучав на королівську службу вихідців з Нормандії та інших регіонів Північної Франції, яким Едуард дарував землі й домагався їхнього призначення на церковні посади (включаючи архієпископа Кентерберійського). Нормандські радники короля, однак, викликали невдоволення англосаксонської знаті. Окрім того, Едуард Сповідник завоював значний політичний авторитет в Європі завдяки своїй істинній релігійності, вірі в чесноти й аскетизму.
Перша половина правління Едуарда пройшла під сильним впливом англо-данських ерлів, передусім, Годвіна, ерла Вессексу. У 1045 році король одружився з дочкою Годвіна Едитою, однак особливої теплоти Едуард до неї не відчував, та, відповідно до популярної легенди, залишався цнотливим до кінця життя. Система правління й політична еліта держави залишалися незмінними з часів Канута Великого, зберігаючи англо-данський військовий характер.
У зовнішній політиці, окрім природної орієнтації на Нормандію, головним фактором була норвезька загроза. Король Норвегії Магнус I Норвезький, спираючись на угоду 1038 року з Хардекнудом, не полишав своїх претензій на англійський престол. Едуард, у свою чергу, зберігав дружні стосунки з королем Данії Свеном II Естрідсеном, основним супротивником Норвегії. Однак, коли 1047 року ймовірність норвезького завоювання Данії стала реальною, Едуард відмовився допомогти своєму союзнику військовим флотом. Лише смерть Магнуса I того ж року тимчасово усунула норвезьку загрозу. У 1048 році англійський флот взяв участь в операціях імператора Священної Римської імперії Генріха III проти графа Фландрії — один із вкрай рідкісних прикладів участі англосаксонської Британії у великій європейській політиці.
Ліквідація норвезької загрози після 1047 року дозволила Едуарду в 1050 році розпустити англійський флот, що перебував у стані постійної боєготовності з X століття, а також скасувати податок на оборону — «данські гроші», що важким тягарем лягав на вільне населення Англії. Це мало сприятливі наслідки для фінансового статку підданих, однак у довгостроковому плані різко послабило готовність країни до відбиття зовнішньої загрози. Це стало однією з причин швидкого краху англосаксонської монархії у 1066 році. До часу правління Едуарда, тим не менше, належать перші угоди короля з найбільшими портами південно-східного узбережжя (Сандвич, Дувр, Фордвич, Ромні та, можливо, Гастінгс), відповідно до яких Едуард відмовлявся від королівської долі у прибутках міст замість виставлення ними певної кількості кораблів у разі війни. Надалі ця система призвела до народження знаменитого інституту «П'яти портів».
Вже у першій половині правління Едуарда Сповідника перед країною гостро постала проблема спадкування престолу: через прихильність до аскетизму король не міг мати дітей. Єдиним, окрім Едуарда, представником чоловічої лінії англосаксонських монархів залишався Едуард Етелінг, син Едмунда II Залізнобокого, однак він залишив Англію ще дитиною і проживав у далекій Угорщині без будь-яких контактів зі своєю батьківщиною. Певні права на англійський престол також мали Свен Естрідссон, король Данії, далекий родич Канута I Великого, а також Гаральд III Суворий, король Норвегії, в силу угоди його батька з Хардекнудом. Однак сам Едуард, не маючи теплих почуттів до скандинавських монархів, симпатизував герцогу Нормандії Вільгельму, онуку Річарда II, який надав притулок молодому Едуарду в роки вигнань. Орієнтація на нормандців стала особливо явною у період 1051—1052 років, коли було скинуто дім Годвіна.

## Падіння і реставрація Годвіна
Рід Годвіна до 1050 року досягнув небувалого впливу й могутності. Сам Годвін був ерлом Вессекса і контролював всю Південну Англію від Кента до Корнуолла. Його дочка була дружиною короля, старший син Свен управляв Оксфордширом, Герефордширом, Глостерширом, Беркширом та Сомерсетом, а другий син Гарольд був ерлом Східної Англії, Ессекса, Кембриджшира й Гантінгдоншира. Король Едуард, безумовно, був залежним від цієї родини й не забув про участь Годвіна в убивстві 1036 року його молодшого брата Альфреда Етелінга. Нагода розправитись із Годвіном випала 1051 року: в Дуврі, що входив до складу ерлства Вессекса, були вбиті лицарі зі свити Євстахія II, графа Булонського, який гостював у короля. Едуард наказав Годвіну покарати жителів Дувра, однак той відмовився це зробити, що означало розрив із королем.
До 1 вересня 1051 року Годвін і його сини зібрали армію, яка підійшла до Глостера, де у цей час перебував король, й зажадали розгляду дуврського інциденту та зняття звинувачень у зраді. На допомогу Едуарду прийшли ерли Леофрік і Сівард, що дозволило королю відтермінувати скликання вітенагемота, на якому повинні були розглядатись претензії Годвіна. Тим часом, апелюючи до священного права англосаксонських королів, Едуард оголосив про скликання усіх тенів країни до королівського війська. Це позбавило Годвіна значної частини воєнних сил. Остерігаючись за своє життя, Годвін не з'явився на засідання вітенагемота, а разом із родиною втік з країни.
Падіння Годвіна дозволило королю почати проводити самостійну політику. Це означало посилення нормандського елементу в адміністрації та при дворі. Широкі володіння Годвіна та його родини були розділені між нормандськими соратниками короля. Це викликало невдоволення англосаксонської знаті. Саме у цей час герцога Вільгельма Нормандського, імовірно, було проголошено спадкоємцем англійської корони. У 1051/1052 році Вільгельм відвідав Англію з візитом ввічливості до короля Едуарда. Невдоволення англосаксів посиленням нормандців дало Годвіну надію на свою реставрацію.
Наприкінці літа 1052 року Годвін з невеликою флотилією кораблів, набраних у Фландрії, здійснив коротку вилазку до південно-східної Англії й упевнився у підтримці з боку населення Кента, Суррея й Сассекса. Невдовзі після цього повстали матроси королівського флоту, що залишило незахищеним усе південне узбережжя країни. З цього скористався Годвін, що знову вирушив до берегів Англії, де він з'єднався з флотилією свого сина Гарольда, яка йшла з Ірландії. Потім до них приєднались кораблі південноанглійських графств. Об'єднаний флот вирушив до Лондона та увійшов до гирла Темзи. Едуарду Сповіднику не вдалось зібрати сухопутну армію, оскільки ерли відмовились брати участь у громадянській війні. В результаті король був змушений піти на поступки: було скликано вітенагемот, на якому Годвін був виправданий і отримав назад свої володіння й титул ерла. З Англії були вигнані усі нормандські радники й наближені короля, а Роберт Жум'єзький, архієпископ Кентерберійський і давній супротивник Годвіна, був скинутий.
Криза 1052 року стала переломним моментом у правлінні Едуарда Сповідника. В країні установилась влада Годвіна і його родини, з могутністю яких не могли зрівнятись жодні знатні англосаксонські роди, та й сам король. Вигнання нормандців знищило шанс на мирну передачу престолу після смерті Едуарда герцогу Вільгельму, а скинення архієпископа дозволило останньому відіграти роль захисника церкви. Окрім того, легкість, з якою ерл Годвін домігся реставрації й підкорення короля, продемонструвала усій Європі неміцність англосаксонської держави та слабкість його збройних сил.

## Завершення правління
Після смерті Годвіна у 1053 році його місце як найвпливовішого магната Англії, ерла Вессекса й першого радника короля зайняв його син Гарольд. У 1055 році під контроль родини Годвіна потрапила й Нортумбрія, передана Тостігу, молодшому брату Гарольда. Згодом, у 1057 році дім Годвіна отримав також Східну Англію. Важелі впливу на державу все більше переходили до Гарольда, у той час як король Едуард усунувся від участі в політиці, присвятивши себе церкві. Справою усього його життя стало заснування Вестмінстерського абатства.
У зовнішній політиці Англії наприкінці правління Едуарда Сповідника на перший план вийшли стосунки з Шотландією, Уельсом і питання спадкування. Після скинення 1057 року Макбета у англо-шотландських стосунках настав період добросусідських відносин, підкріплених візитом короля Мальколма III у 1059 році до двору англійського короля. Складніші стосунки склались із Уельсом. У 1055 році Гріфід ап Ллівелін, король Гвінету, що об'єднав під своєю владою усі валлійські королівства, в союзі з Ельфгаром, колишнім ерлом Східної Англії, розграбував Герефордшир. Хоч валлійці отримали відсіч з боку англосаксонської армії, яку очолив Гарольд, їм удалось домогтись територіальних поступок. У 1062 році помер Ельфгар, ерл Мерсії, останній суперник дому Годвіна серед вищої англійської аристократії й головний союзник Гріфіда ап Ллівеліна. Це дозволило Гарольду підкорити Мерсію та перейти у наступ на Уельс. У 1062—1063 роках війська Гарольда у серії рейдів домоглись розгрому й падіння королівства Грувіта. Уельс був знову розділений на невеличкі королівства, що визнали сюзеренітет Англії.
Вигнання нормандців у 1052 році знову загострило проблему спадкування престолу Англії. Едуард Сповідник запросив повернутись на батьківщину Едгара Вигнанця, свого племінника, сина Едмунда II Залізнобокого, який проживав в Угорщині. Однак невдовзі після його повернення до Англії, у лютому 1057 року він несподівано помер. Останнім представником англосаксонської династії залишився неповнолітній Едгар Етелінг, син померлого Едуарда Вигнанця, вихований за кордоном, та який не мав жодної опори у країні. З іншого боку, Гарольд, що успішно керував державою упродовж кількох років й заробив колосальний авторитет на підкоренні Уельсу, також не міг не сподіватись на корону по смерті Едуарда. Однак позиції Гарольда у останні роки правління Едуарда Сповідника дещо послабшали: у 1065 році в Нортумбрії спалахнуло повстання проти ерла Тостіга, молодшого брата Гарольда, якого було вигнано з країни, а король погодився на присвоєння титулу ерла Нортумбрії Моркару, представнику мерсійської аристократичної родини.
5 січня 1066 року у Вестмінстері помер король Едуард. Англосаксонська знать, що зібралась у Лондоні, одностайно обрала королем Гарольда. Це різко загострило зовнішньополітичну ситуацію: на корону Англії висунули претензії герцог Нормандії та король Норвегії, які почали готуватись до вторгнення. Якщо норвезька загроза була Гарольдом відбита, то Вільгельму Нормандському 1066 року вдалось завоювати англосаксонську державу і отримати англійську корону.